# Maziah Mahusin
Maziah Mahusin (Bandar Seri Begawan, 18 marzo 1993) è una velocista e ostacolista bruneiana.
Nel 2012 ha partecipato ai campionati mondiali di atletica leggera indoor di Istanbul e ai Giochi olimpici di Londra, in entrambi i casi senza raggiungere le semifinali nei 400 metri piani. A Londra 2012 è stata portabandiera per il Brunei durante la cerimonia di apertura dei Giochi.

## Palmarès
| Anno | Manifestazione            | Sede      | Evento      | Risultato | Prestazione | Note                          |
| ---- | ------------------------- | --------- | ----------- | --------- | ----------- | ----------------------------- |
| 2010 | Giochi olimpici giovanili | Singapore | 400 m hs    | Batteria  | 1'10"56     |                               |
| 2012 | Mondiali indoor           | Istanbul  | 400 m piani | Batteria  | 1'03"69     | Miglior prestazione personale |
| 2012 | Giochi olimpici           | Londra    | 400 m piani | Batteria  | 59"28       | Miglior prestazione personale |